# Tehuis
Een tehuis is in Nederland en Vlaanderen een residentiële voorziening, waar de combinatie zorg en wonen aangeboden wordt aan personen die behoefte hebben aan intensieve zorg die binnen de thuissituatie niet (meer) mogelijk is. Naargelang de doelgroep en de specifieke zorg zijn er verschillende soorten tehuizen:
- Zieken
  - Verpleeghuis

- Jongeren
  - Weeshuis
  - Voogdij(te)huis
  - Kindertehuis
  - Begeleidingstehuis voor bijzondere jeugdzorg

- Ouderen
  - Verzorgingshuis

- Personen met een handicap
  - Tehuis voor werkenden
  - Tehuis voor niet-werkenden

- Personen met een lichamelijke of zintuiglijke handicap
  - (Lichamelijke) gehandicapten tehuis
  - Doveninstituut of tehuis voor doven en doofstome
  - Blindeninstituut of tehuis voor blinden

- Personen met een verstandelijke of geestelijke handicap
  - (Verstandelijk) gehandicaptentehuis
  - Demententehuis
  - Psychiatrische inrichting
  - Dolhuis

- Dakloze en thuisloze
  - Dak- en thuisloze tehuis (24/7, geen dag of nacht opvang)

In de Tweede Wereldoorlog bestonden er in Nederland ook zogenaamde Joodsche Tehuizen (bv. Villa Bouchina te Doetinchem), waar Joden vanwege hun afkomst werden geplaatst.

## Het Tehuisin Groningen
het woord tehuis is onlosmakelijk verbonden met het bieden of genieten van onderdak. In de stad Groningen stond sinds 1891 in de Lutkenieuwstraat het pand van de christelijke jongelingsvereniging ‘Onze Hulpe Zij In Den Naam Des Heeren’ (OHZIDNHD) dat bekend zou worden als Het Tehuis. Van 1966 tot 2005 fungeerde het onder die naam als congres- en debatcentrum, met na een uitbreiding in de jaren 80 meer dan twintig zalen, waar allerlei uiteenlopende organisaties als de CPN en het COC bijeenkomsten organiseerden en ook de Rijksuniversiteit Groningen politieke debatten. Landelijke bekendheid kreeg er in oktober 1972 het "historisch" debat tussen de politici Joop den Uyl en Hans Wiegel dat werd uitgezonden door het tv-actualiteitenprogramma Achter het Nieuws.